# Florence Nightingale-Medaille van het Internationale Rode Kruis

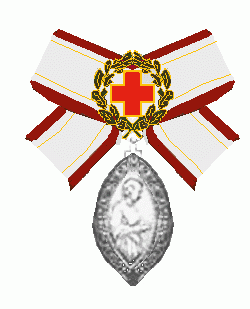
Florence Nightingale-Medaille

De Florence Nightingale-Medaille is een onderscheiding van het Internationale Rode Kruis voor verpleegkundigen, die sinds 1920 wordt toegekend. De medaille is naar Florence Nightingale genoemd.
Het Rode Kruis had in 1907 al besloten om ter ere van Florence Nightingale een prijs in het leven te roepen, maar door de Eerste Wereldoorlog werd de prijs pas in 1920 voor de eerste keer toegekend. 42 verpleegsters ontvingen dat jaar de prijs.
Het Internationale Rode Kruis kent twee onderscheidingen en meer penningen en Spelden van Verdienste zoals de Medaille voor het eeuwfeest in 1963 en de in 1969 geslagen Medaille ter Ere van het Vijftigjarig Bestaan van de Liga van het Rode Kruis en de Halve Rode Maanverenigingen. Dat zijn legpenningen. Draagbare onderscheidingen van het Internationale Rode Kruis zijn:
- De Florence Nightingale-Medaille
- De Henri Dunant-medaille

Beide onderscheidingen zijn zeer exclusief. De Florence Nightingale-Medaille wordt eens in de twee jaar toegekend. Tot 1991 kregen alleen verpleegsters de medaille, maar dat is sindsdien veranderd. De medaille wordt steeds aan een aantal personen uitgereikt met een maximum van 50. Het is de hoogste internationale onderscheiding die een verpleegkundige kan ontvangen.
De ovale medaille is van zilver en stelt Florence Nightingale voor als ‘De dame met de lamp’ tijdens de Krimoorlog. Het Kruis van Genève en de lauwerkrans op het lint zijn van verguld zilver en email in de kleuren rood en groen. De medaille wordt aan een strik op de linkerschouder gedragen.